# Saint-Sauveur-de-Puynormand
Saint-Sauveur-de-Puynormand ist eine französische Gemeinde mit 365 Einwohnern (Stand: 1. Januar 2022) im Département Gironde in der Region Nouvelle-Aquitaine (vor 2016 Aquitaine). Sie gehört zum Arrondissement Libourne und zum Kanton Le Nord-Libournais. 

## Lage
Saint-Sauveur-de-Puynormand liegt 20 Kilometer nordöstlich von Libourne und etwa 47 Kilometer ostnordöstlich von Bordeaux. Umgeben wird Saint-Sauveur-de-Puynormand von den Nachbargemeinden Camps-sur-l’Isle im Norden, Saint-Seurin-sur-l’Isle im Nordosten, Puynormand im Osten und Südosten, Petit-Palais-et-Cornemps im Süden und Westen sowie Saint-Médard-de-Guizières im Westen und Nordwesten. Im Norden der Gemeinde verläuft die Autoroute A89.

## Bevölkerungsentwicklung
| Jahr                       | 1962 | 1968 | 1975 | 1982 | 1990 | 1999 | 2010 | 2020 |
| Einwohner                  | 147  | 146  | 162  | 245  | 340  | 361  | 407  | 366  |
| Quellen: Cassini und INSEE |      |      |      |      |      |      |      |      |

## Sehenswürdigkeiten

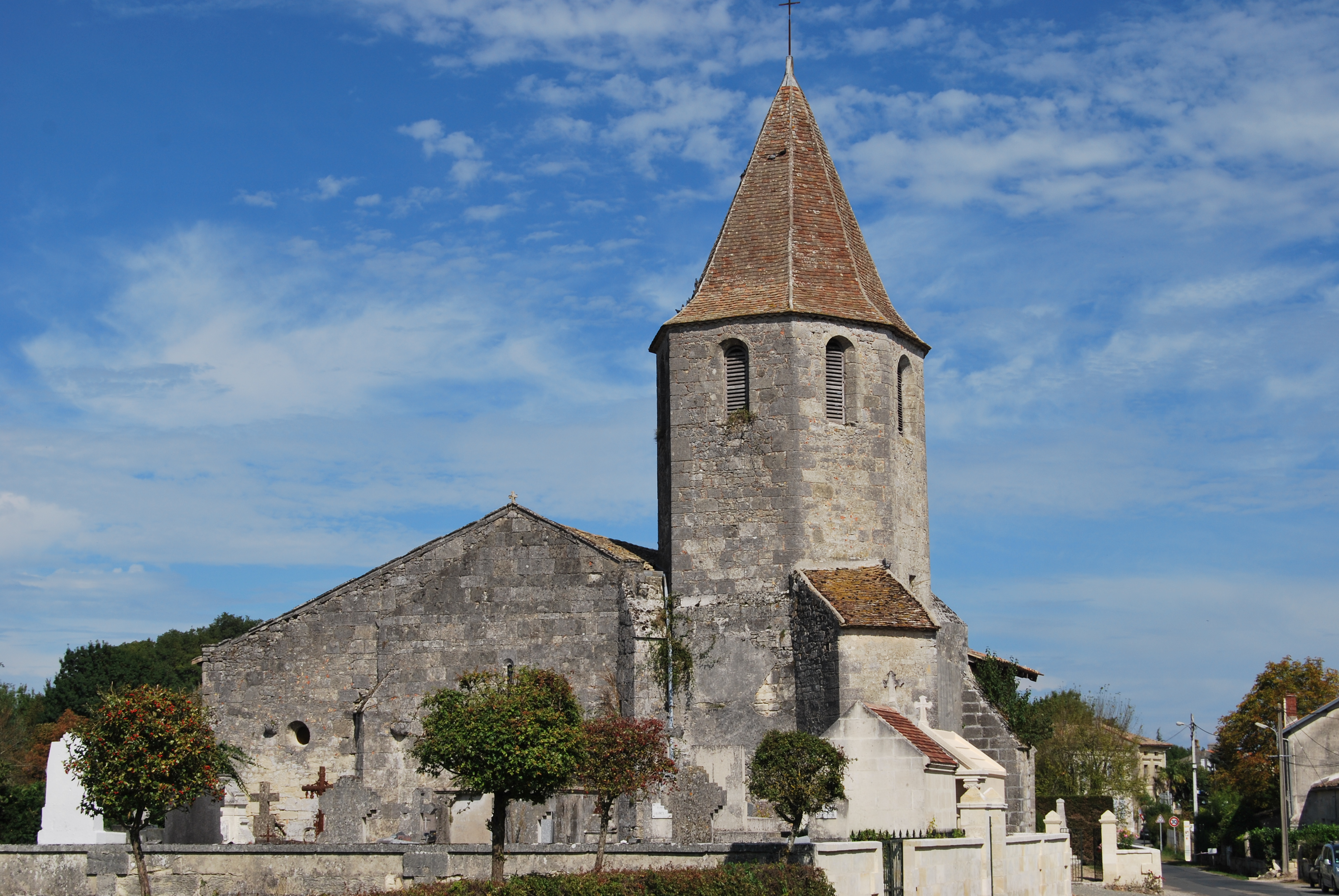
Kirche Saint-Hilaire
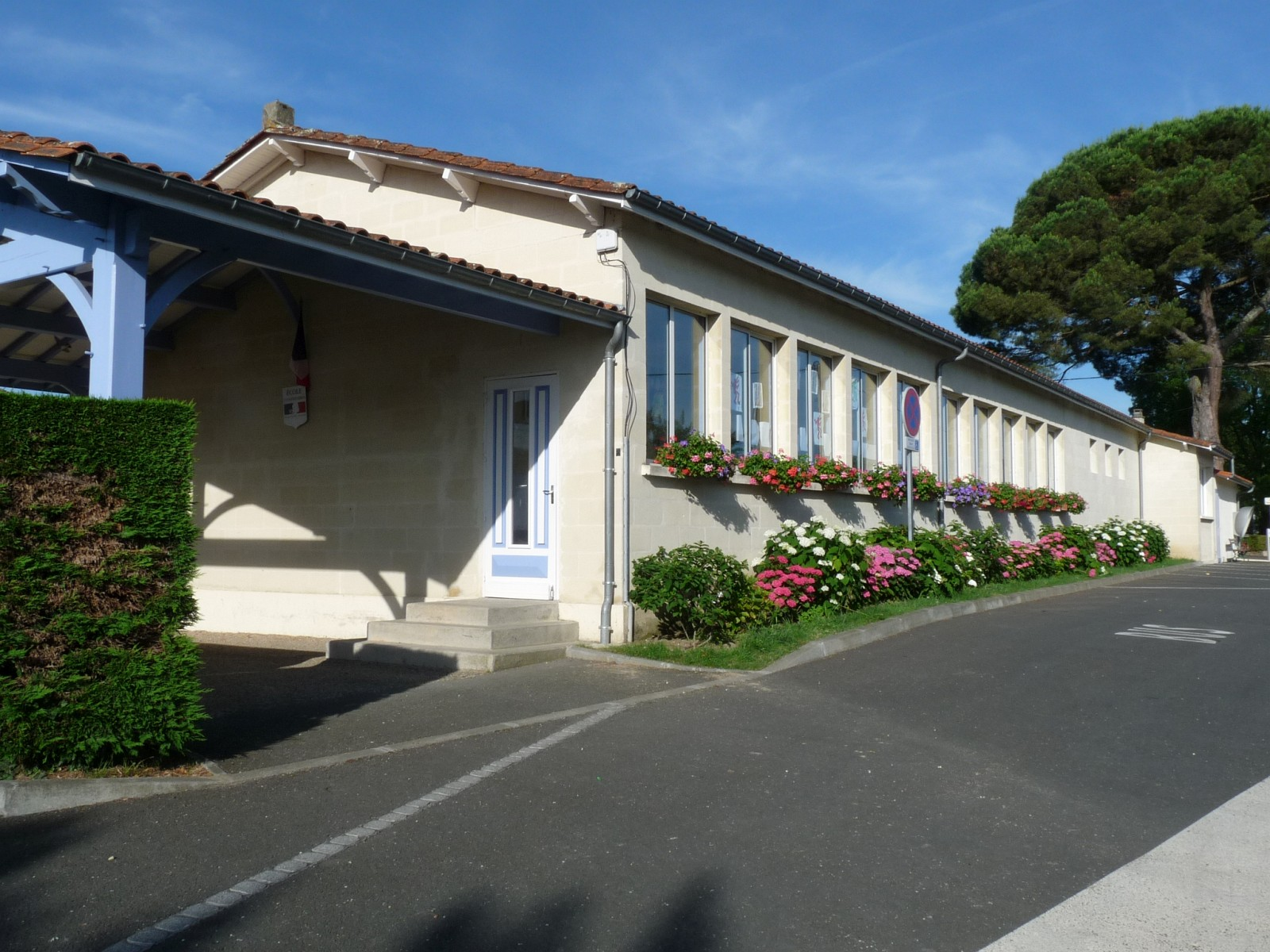
Schule
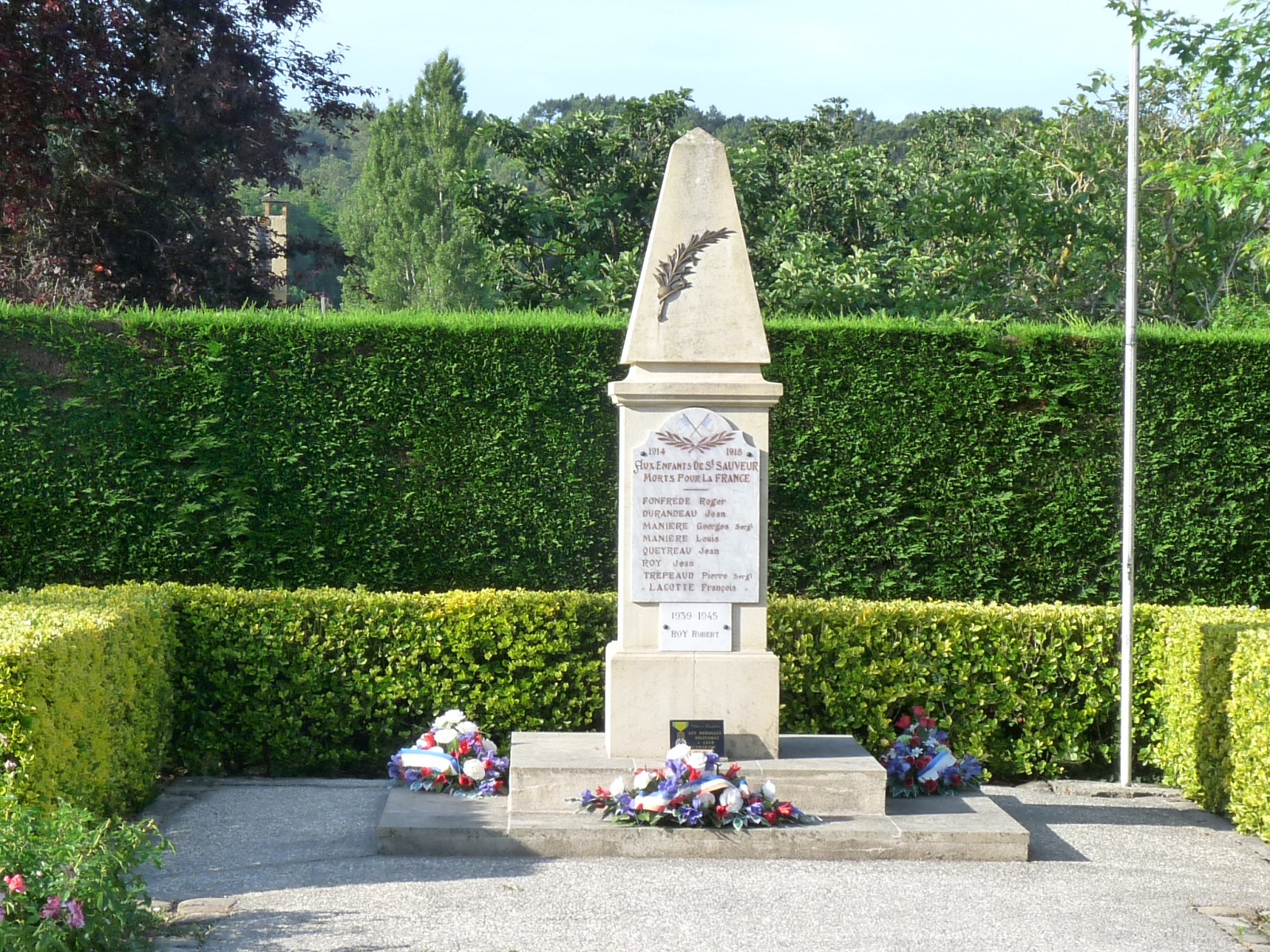
Gefallenendenkmal

- Kirche Saint-Hilaire
- Schule
- Gefallenendenkmal